# 王驰 (1972年)
王驰（1972年7月—），男，安徽合肥人，毕业于安徽师范大学美术学院，中国美术家协会会员，江苏省书画院特聘画家，现任常州大学艺术学院教授。

## 艺术成就
作品曾参加第十一、十二、十三届全国美展油画展，第十二、十三届全国美展水彩、粉画展，2008、2017中国百家金陵画展，第四届全国青年美展等全国性展览。作品获第十一届全国美展水彩粉画展铜奖，第七、八、九届全国水彩粉画展优秀奖等奖项。2020年入选江苏省优秀美术家系列展，是常州大学首次入选该项展览。